# Todas las fiestas de mañana
Todas las fiestas de mañana es una novela del escritor mexicano Miguel Cane.

## Sinopsis
Luciano Reed y Estefanía Larios han sido amigos desde la infancia; conforme se acercan a la edad adulta, su vida se convierte en una serie de fiestas interminables, donde ambos buscan perderse y reinventarse, como una manera de evadirse de su propio dolor personal. Sus vidas se verán trastornadas de manera irreversible al acudir a una opulenta boda campestre junto con Isabelle Iturralde y Alejandro Almanza, una joven pareja de amantes en crisis, quienes durante el festejo encuentran su situación violenta e insostenible. Esto, aunado a la creciente atracción de Luciano hacia Almanza, resultará en un encontronazo inesperado, del cual posiblemente ninguno pueda recuperarse del todo.

## Estilo literario y recepción
La novela, escrita a tiempos perdidos y con varias voces narradoras que describen la acción del mismo momento desde distintos puntos de vista, ha sido bien recibida por público y crítica, siendo llamada por Rosa Montero "Una obra sorprendente. Es un relato original e impredecible. Las situaciones palpitan de inquietud y amenaza. Con este autor no se puede estar seguro de nada: y esa ambigüedad es un deleite para el lector."
Desde su lanzamiento, la novela se colocó en listas de los libros más vendidos del mes en México.